# Strongylophthalmyia freidbergi
Strongylophthalmyia freidbergi är en tvåvingeart som beskrevs av Shatalkin 1996. Strongylophthalmyia freidbergi ingår i släktet Strongylophthalmyia och familjen långbensflugor.
Artens utbredningsområde är Thailand. Inga underarter finns listade i Catalogue of Life.